# Laurence Olivier

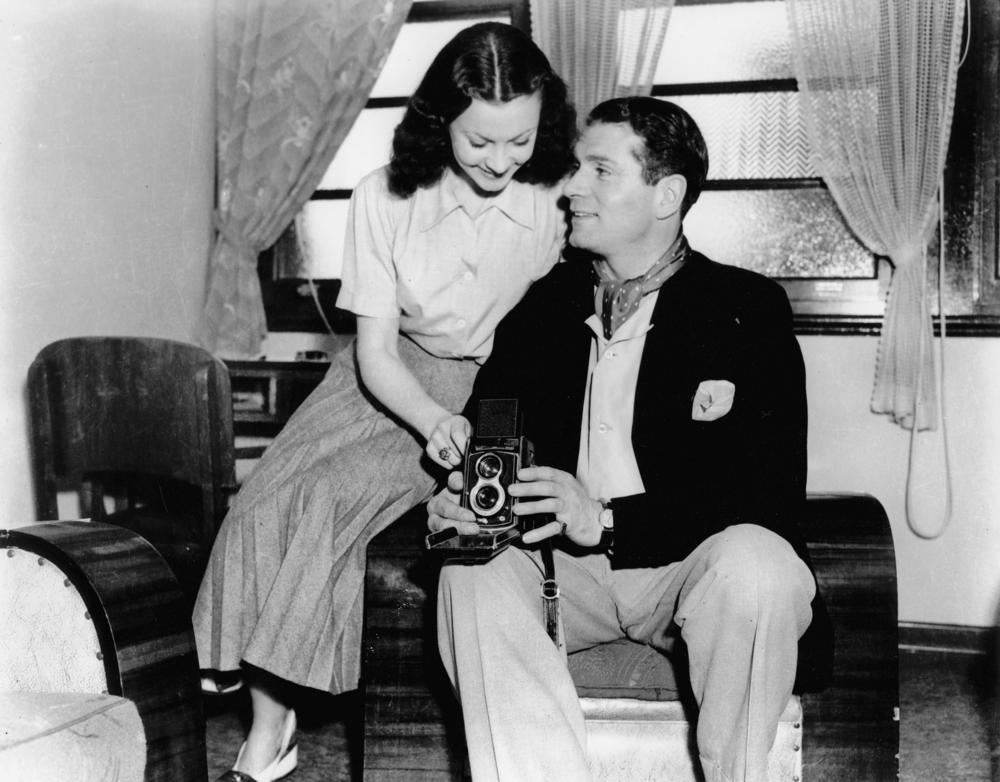
Laurence Olivier och Vivien Leigh 1948.

Laurence Kerr Olivier, från 1970 Baron Olivier of Brighton (Lord Olivier), född 22 maj 1907 i Dorking, Surrey, död 11 juli 1989 i Steyning, West Sussex, var en brittisk skådespelare, regissör och filmproducent verksam vid Old Vic och chef för Englands nationalscen 1962–1973.
Bland Oliviers filmer märks Svindlande höjder (1939), En man för Elizabeth (1940), Rebecca (1940), Shakespeare-trilogin som skådespelare/regissör: Henrik V (1944), Hamlet (1948) och Richard III (1955) samt Spartacus (1960). Senare filmer inkluderar Fiskarens skor (1968), Oh, vilket makalöst krig (1969), "Sleuth" – Spårhunden (1972), Maratonmannen (1976), Den sju-procentiga lösningen (1976) och Pojkarna från Brasilien (1978). Olivier medverkade även i tv-produktioner som Love Among the Ruins (1975), En förlorad värld (1981) och Kung Lear (1983).

## Biografi

### Tidiga år och genombrott
Laurence Olivier var son till Gerard Kerr Olivier och Agnes Louise, född Crookenden. Hans efternamn kom från en släkting på faderns sida som var av franskt huguenot-ursprung. Vid 15 års ålder kom Laurence Olivier 1920 in på en scenskola i London. Under 1920-talet hade Laurence Olivier engagemang vid olika scener i London. 1922 gjorde han sin scendebut i Stratford-upon-Avon i Shakespeares Så tuktas en argbigga.
Under första delen av 1930-talet vistades han i USA, där han ägnade sig åt såväl teater som film. 1936 medverkade Laurence Olivier i den engelska filmatiseringen av Som ni behagar och 1938 i den historiska filmen Lady X:s skilsmässa.
Laurence Olivier fick sitt genombrott 1940 med Alfred Hitchcocks första amerikanska film Rebecca, där Laurence Oliviers motspelare var Joan Fontaine och i Lady Hamilton mot Vivien Leigh.
År 1944 kom Laurence Oliviers märkligaste och mest framgångsrika film, Shakespeares Henrik V i Technicolor och var här både regissör och skådespelare.
Omkring 1946 talade Oliviers hustru Vivien Leigh om för honom att hon inte längre älskade honom, utan hennes känslor för honom var som för en bror. Laurence Olivier tog detta hårt. Det han inte visste eller förstod då var att detta var begynnelsen på Vivien Leighs bipolära sjukdom.

### Hyllad stjärna
1947 adlades Laurence Olivier. Han ansågs vara sin tids främste engelske skådespelare och blev nu sir Laurence Olivier. Med en lysande behärskning av teaterns och filmens uttrycksmedel, inte minst en föredömlig språkbehandling och en perfekt diktion, förmedlade han en djupt rotad känsla för gammal engelsk teatertradition. Laurence Oliviers tolkningar av Shakespeare var nydanande och har kommit att bli legendariska.
1948 gjorde Laurence Olivier ett intressant försök att överflytta Hamlet till film och Laurence Olivier belönades med en special-Oscar (på den tiden fanns inte kategorin ”bästa utländska film”) för Henrik V (som regissör, producent och skådespelare). Samma år även som bästa manliga skådespelare för titelrollen i Hamlet.
1950 tog Laurence Olivier hand om Vivien Leigh i Hollywood för att hålla ett öga på henne för att försäkra sig om att hon fullföljde produktionen av Linje lusta (1951) samtidigt som han själv medverkade i Solnedgången (1952). Laurence Oliver blev mycket omtyckt av både Elia Kazan och Marlon Brando. I sin självbiografi nämner Marlon Brandon att han aldrig hade någon kärleksaffär med Vivien Leigh, eftersom "Larry" var en mycket bra man.
Marlon Brando tyckte att Vivien Leighs  Blanche Du Bois överglänste Jessica Tandys, som gjort den ursprungliga scenuppsättningen på Broadway 1947.

### Senare år
Filmen Glädjespridaren  (1960) startade som en pjäs i London 1957. Året därpå nådde pjäsen Broadwayscenen. Rollen som Archie Rices dotter fick Joan Plowright som sedan spelade mot Laurence Olivier i filmen  1961. Året därpå, när premiären var över, gifte de sig.
1979 fick Laurence Olivier en special-Oscar för ”sitt arbete, sin unika gärning och sitt bidrag till filmkonsten”.
1985, då Laurence Olivier på Oscarsgalan skulle presentera nomineringen av Bästa film öppnade han i stället bara kuvertet och förkunnade "Amadeus (1984)".
1987 gjordes en radioutsändning via PBS om Laurence Oliviers karriär. Där noterades att när han var tillsammans med sin första fru Jill Esmond var hennes stjärnstatus högre än hans på vita duken, liksom var fallet i hans andra äktenskap med Vivien Leigh som varade i tjugo år.

### Privatliv
Laurence Olivier var gift med skådespelarna Jill Esmond 1930–1940 (sonen Tarquin Olivier), Vivien Leigh 1940–1961 (inga barn) och Joan Plowright från 1961 till sin död 1989 (sonen Richard Olivier och två döttrar, Julie Kate Olivier och Tamsin Olivier).
1989 dog Laurence Olivier av njursvikt.

## Filmografi i urval
- 1936 – Som ni behagar
- 1937 – Eld över England
- 1938 – Lady X:s skilsmässa
- 1939 – Svindlande höjder
- 1940 – En man för Elizabeth
- 1940 – Rebecca
- 1941 – Lady Hamilton
- 1941 – 49:de breddgraden
- 1944 – Henrik V
- 1948 – Hamlet
- 1952 – Solnedgången
- 1953 – Ryttaren i röda kappan
- 1955 – Richard III
- 1957 – Prinsen och balettflickan
- 1960 – Spartacus
- 1960 – Glädjespridaren
- 1965 – Othello
- 1968 – Romeo och Julia
- 1969 – Slaget om England
- 1969 – David Copperfield
- 1969 – Oh, vilket makalöst krig
- 1971 – Nikolaus och Alexandra
- 1972 – "Sleuth" – Spårhunden
- 1973 – The Merchant of Venice
- 1973–1974 – The World at War (TV-serie)
- 1975 – Love Among the Ruins (TV-film)
- 1976 – Maratonmannen
- 1976 – Den sju-procentiga lösningen
- 1977 – En bro för mycket
- 1977 – Jesus från Nasaret
- 1978 – Pojkarna från Brasilien
- 1979 – Greve Dracula
- 1981 – Gudarnas krig
- 1981 – En förlorad värld (TV-serie)
- 1983 – Kung Lear
- 1983 – Spionen som levde två gånger
- 1984 – Bounty
- 2004 – Sky Captain and The World of Tomorrow (arkivfoto)